# Roukaya Mahamane
Roukaya Mahamane (sinh ngày 13 tháng 1 năm 1997) là một vận động viên bơi lội người Niger. Cô đã tham gia cuộc thi tự do 50 mét nữ tại Thế vận hội Mùa hè 2016, nơi cô xếp hạng 83 với thời gian 36,50 giây, một kỷ lục quốc gia. Cô không lọt vào bán kết.